# Dexippus taiwanensis
Dexippus taiwanensis là một loài nhện trong họ Salticidae.
Loài này thuộc chi Dexippus. Dexippus taiwanensis được Peng & Li miêu tả năm 2002.